# Judah Dana
Judah Dana, ameriški politik, * 25. april 1772, † 27. december 1845.